# Ulrich Kaufmann (Bergführer)

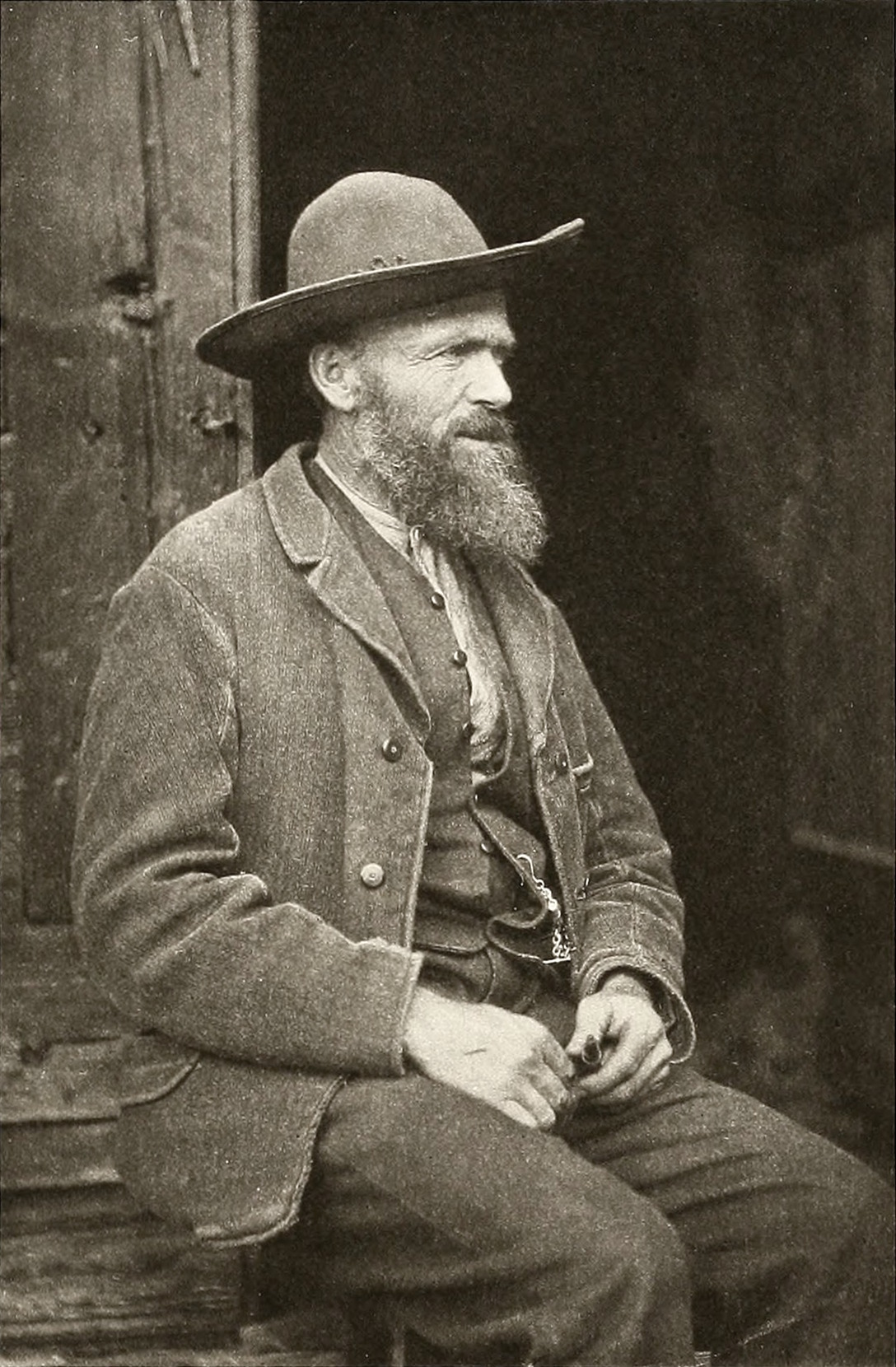
Ulrich Kaufmann 1888

Ulrich Kaufmann (* 31. Mai 1840 in Grindelwald; † 25. März 1917 ebenda, heimatberechtigt in Grindelwald) war ein Schweizer Bergführer.

## Leben
Ulrich Kaufmann war bereits als 17-Jähriger zusammen mit Sigmund Porges, einem österreichischen Bergpionier sowie den Grindelwalder Bergführern Christian Almer und Christian Kaufmann an der Erstbesteigung des Mönchs beteiligt. Vier Jahre später erreichte er erstmals gemeinsam mit Leslie Stephen, Peter und Christian Michel den Gipfel des Schreckhorns.
In der Folge wechselte Kaufmann beruflich ins Ausland, wo er auf Expeditionen in Neuseeland und im Himalaya zum Einsatz kam. Besondere Bekanntheit erlangte Ulrich Kaufmann 1882 durch eine nur ganz knapp missglückte Erstbesteigung des Aoraki/Mount Cook in Neuseeland, die er zusammen mit dem Engländer Reverend William Spotswood Green und dem Grindelwalder Hotelier Emil Boss in Angriff nahm. Erstbesteigungen gelangen ihm im Himalaya sowie in Sikkim nahe der 7000-Meter-Grenze.
Ulrich Kaufmann, der 1890 gemeinsam mit den Engländern Mead und Woodroffe sowie Christian Jossi den Eiger erstmals im Winter bestieg, galt als erster Schweizer Bergführer, der auch im Ausland erfolgreich tätig war. Der durchtrainierte Kaufmann, der die moderne Bergsteigertechnik unter Einsatz von Seil und Eispickel beherrschte, zählte zu seiner Zeit zu den weltweit schnellsten Eisstufenschlägern.
Ulrich Kaufmann, der unverheiratet blieb, verstarb am 25. März 1917 zwei Monate vor Vollendung seines 77. Lebensjahres in Grindelwald.